# 张易之
张易之（7世纪—705年），与其兄张昌宗（張宗之）是武则天的得力助手，聽命女皇，行公稟明查，遍及宗室。705年张柬之等大臣發動神龙政变，馳禁軍入宮，易之、宗之以逆臣罪被污名斬殺。

## 生平
张氏兄弟是定州义丰县（今河北省安国市）人，为唐太宗宰相张行成的族孙，貌美而且善于音乐词律。
万岁通天二年（697年），张宗之经太平公主推荐入宮侍奉武则天，张宗之随后推荐了弟弟张易之。二人得到武则天的信任並栽培。699年，武后诏令昌宗和一些学士撰写了《三教珠英》。易之先后任司卫少卿、控鹤监内供奉（700年改控鹤监为奉宸府，易之为奉宸令）、麟台监、封为恒国公。宗之先后任云麾将军，行左千牛中郎将、银青光禄大夫、左散骑常侍、司僕卿、封为邺国公。朝内高官和宗室并称宗之、易之二人为五郎、六郎。
史家多认为这二人的受宠与其美貌有关。例如《唐书》载杨再思对易之称“人言六郎似莲花，非也；正谓莲花似六郎”。學者多认为他们是武后的男宠（又称面首）。
武则天临朝晚期的朝政大事多由张氏兄弟代為執行旨意。傳言701年，太子李显的長子李重润、女儿李仙蕙和女婿武延基私下议论二张，易之聞後至武则天处稟報。武则天賜死这三人。一说李仙蕙因有孕暂时倖免，但一日後仍死于难产。
神龙元年（705年）正月十二日，张柬之、崔玄暐等大臣趁武则天病重发动神龙政变，迎唐中宗复辟，诛杀张氏兄弟。《太平广记》记载，二人在迎仙院被杀后，其尸体又于天津桥南被公开枭首。另外两个身居高官的兄長张昌期、张同休也同时被处死。

## 身后
《旧唐书》记载张是杨国忠的舅舅，《新唐书》甚至认为他就是杨国忠生父。而天宝九年（750年）杨国忠为张易之、张宗之兄弟翻案，并请求追封其后人。

## 延伸阅读
[在维基数据编辑]
 在维基文库阅读此作者作品
 《新唐書·卷104》，出自《新唐書》